# Rudolf Kühn
Rudolf Oskar Albert Kühn (ur. 29 lipca 1886 w Pirnie, zm. 3 kwietnia 1950 w Berlinie) – niemiecki architekt, miejski radca budowlany w Altenburgu, w Forst i we Wrocławiu.

## Życiorys
Kühn studiował w Dreźnie i w roku 1909 zdobył tytuł inżyniera dyplomowanego. W roku 1912 obronił doktorat w dziale architektury Politechniki w Dreźnie. Po służbie wojskowej (walczył w I wojnie światowej) był miejskim radcą budowlanym w Altenburgu w Turyngii, a od 1920 w liczącym wówczas około 40 tys. mieszkańców Forst (Barść) na Łużycach. Od roku 1935 (lub 1934) do 1937 pełnił analogiczną funkcję we Wrocławiu. Zrezygnował ze stanowiska ze względów zdrowotnych i przeniósł się do Berlina, gdzie zaczął pracować jako samodzielny architekt. W latach 1940‒1941 opracowywał plan przebudowy miasta Leszna.
Po II wojnie światowej działał jako architekt i rzeczoznawca w Berlinie. 

## Główne dzieła

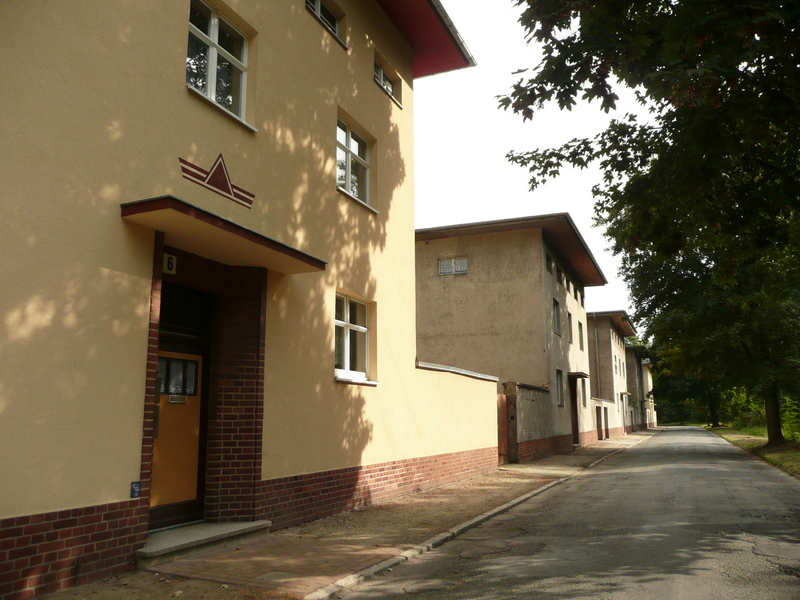
R. Kühn: Osiedle Jerusalem w Forst (ulica An der Malxe)

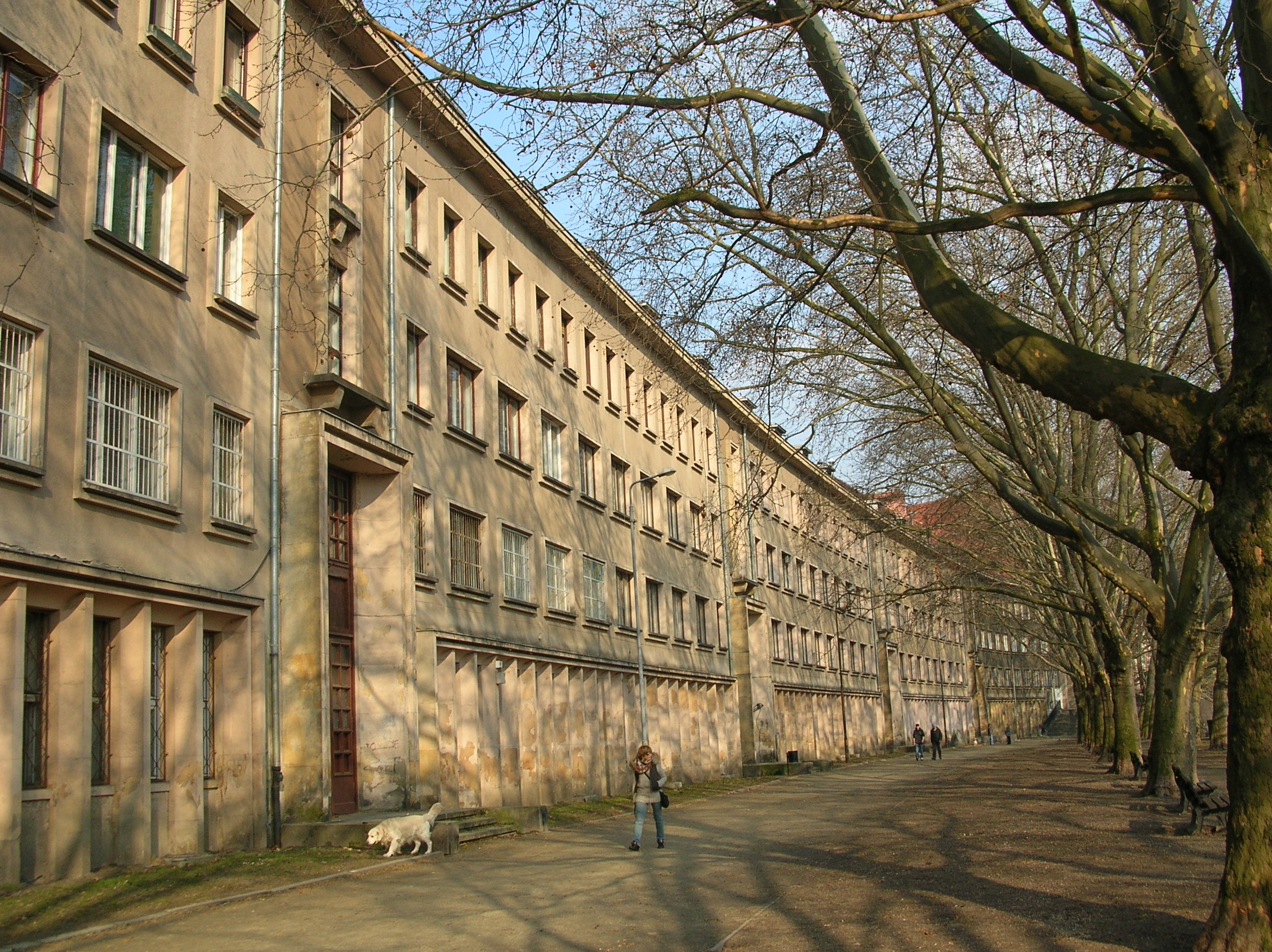
R. Kühn: Dawny gmach Nowego Urzędu Pracy we Wrocławiu, elewacja od strony Odry

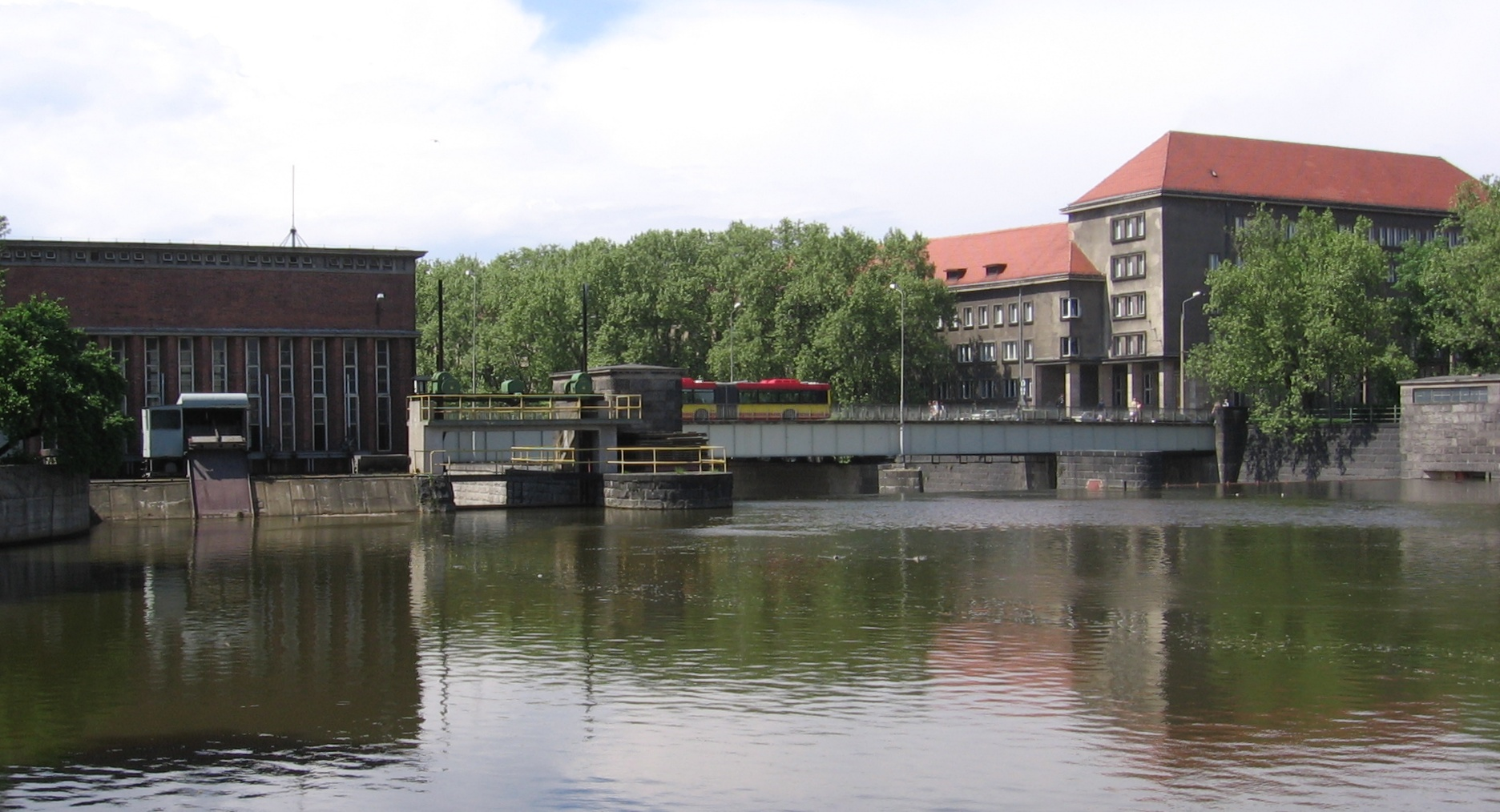
R. Kühn: Dawny gmach Nowego Urzędu Pracy przy moście Pomorskim (na zdjęciu po prawej)

- domy przy Teuplitzer Straße/Scheunoer Straße[7], zniszczone
- Długi Most (Lange Brücke) w Forst, 1921[5] – obecnie jedynie zachowane filary przyczółki mostu w Forst i Zasiekach
- przebudowa młyna miejskiego, Mühlenstraße[8], zachowany, obecnie ratusz
- zabudowa Rathenauplatz w Forst[5]
- budynek kasy chorych w Forst przy Promenade/Gerberstraße, 1924‒1925[5][9]
- osiedle Jerusalem w Forst, 1925‒1926[5] – finansowane wspólnie przez prywatną spółkę i miasto osiedle o formach modernistycznych, obecnie chronione jako zabytek
- gimnazjum realne przy Jahnstraße w Forst, 1928‒1929[5][10] – ekspresjonistyczne, zachowane
- krematorium miejskie przy Frankfurter Straße w Forst, 1929[5] – ekspresjonistyczne, z ostrołukowymi oknami
- projekt nowego ratusza dla Forst[5] (niezrealizowany)
- urząd pracy, 1933[11], zburzony po zniszczeniach wojennych
- gmach Nowego Urzędu Pracy (Neue Arbeitsamt) ul. Pomorskiej i Cybulskiego we Wrocławiu, zaczęty 1935, ukończony po 1939

Budynek łączy modernistyczne formy (narożne okna, pasy okienne, cztery przeszklone półkoliste klatki schodowe) ze spadzistym dachem i charakterystyczną dla okresu III Rzeszy potrzebą reprezentacji. Składa się z czterech dwuipółtraktowych, 4- do 6-kondygnacyjnych skrzydeł. Skrzydło południowe na planie łagodnego łuku rozciąga się na długości przeszło 200 m wzdłuż brzegu Odry (Bulwar Józefa Zwierzyckiego). Skrzydło wschodnie podkreśla północny przyczółek mostu Pomorskiego Północnego, zaś skrzydła zachodnie stanowią odcinek pierzei ul. Cybulskiego i południową kulisę pl. Maksa Borna.
- projekt przebudowy centrum Wrocławia z przebiciem nowych ulic:
  - ulica Widok, zbudowana od 1935 – inwestycja obejmowała wyburzenie zabudowy dawnej słodowni na posesji Siehdichfür oraz poszerzenia Große Groschenstraße, czyli Wielkiej Menniczej, oraz budowę nowych domów mieszkalnych wzdłuż ulicy wedle projektów architektonicznych Heinricha Rumpa i Heinza Kempfera
  - trasa w kierunku wschód-zachód w miejscu obecnej ul. Kazimierza Wielkiego, zrealizowana później wedle innych planów
- projekt kompleksowej przebudowy miasta Leszna – utworzenie nowych dróg przelotowych przez miasto oraz wyznaczenie stref pod przemysł, osiedla mieszkalne oraz tereny zielone